# 香农芯创
香农芯创科技股份有限公司（英語：Shannon Semiconductor Technology Co.,Ltd.；深交所：300475，简称：香农芯创），是中国深圳证券交易所的一家上市公司，主营业务是电子元器件分销，主要产品和服务是半导体分销及半导体投资。
公司前身为安徽聚隆机械有限公司，成立于1998年，由宁国聚隆实业有限公司（原安徽省宁国聚隆实业有限责任公司）和宁国聚隆精工机械有限公司（原安徽卷烟机械厂）共同发起设立。2011整体变更为股份有限公司，更名为安徽聚隆传动科技股份有限公司。
2015年6月10日，在深圳证券交易所创业板上市，证券简称“聚隆科技”，证券代码为“300475”。2021年10月，鉴于公司主营业务由减速器业务变更为电子元器件分销业务，公司名称由“安徽聚隆传动科技股份有限公司”变更为“香农芯创科技股份有限公司”，简称将变更为“香农芯创”。
2022年，公司实现营业收入137.72亿元，同比增长49.61%；实现净利润3.14亿元，同比增长40.15%。